# Cibirhiza albersiana
Cibirhiza albersiana är en oleanderväxtart som beskrevs av H. Kunze, U. Meve och S. Liede. Cibirhiza albersiana ingår i släktet Cibirhiza och familjen oleanderväxter. Inga underarter finns listade i Catalogue of Life.